# Atlético de Bilbao 1961-1962
Questa voce raccoglie le informazioni riguardanti l'Atlético de Bilbao nelle competizioni ufficiali della stagione 1961-62.

## Stagione
Come da politica societaria la squadra è composta interamente da giocatori nati in una delle sette province di Euskal Herria o cresciuti calcisticamente nel vivaio di società basche. In primera División la squadra basca giunge quinta. Nella Coppa del Generalissimo al primo turno l'Atlético elimina il Sabadell (vittoria per 5-0 e sconfitta per 2-3), agli ottavi il Malaga (pareggio per 1-1 e vittoria per 2-0), mentre ai quarti viene eliminato dal Valencia (pareggio per 2-2 e sconfitta per 0-1).

## Rosa
| N. |                   | Ruolo | Calciatore            |
| -- | ----------------- | ----- | --------------------- |
|    | Spagna (bandiera) | P     | Javier Etxebarria     |
|    | Spagna (bandiera) | P     | Carmelo               |
|    | Spagna (bandiera) | P     | Juan Antonio López    |
|    | Spagna (bandiera) | D     | Jesús Renteria        |
|    | Spagna (bandiera) | D     | Sabino Aguirre        |
|    | Spagna (bandiera) | D     | Manuel González Etura |
|    | Spagna (bandiera) | D     | Luis María Etxeberria |
|    | Spagna (bandiera) | D     | José María Orúe       |
|    | Spagna (bandiera) | D     | Canito                |
|    | Spagna (bandiera) | C     | Pedro María Iturriaga |
|    | Spagna (bandiera) | C     | José Antonio Latorre  |
|    | Spagna (bandiera) | C     | Salvador Etxabe       |

| N. |                   | Ruolo | Calciatore           |
| -- | ----------------- | ----- | -------------------- |
|    | Spagna (bandiera) | C     | Juan María Zorriketa |
|    | Spagna (bandiera) | C     | Isidoro Latatu       |
|    | Spagna (bandiera) | C     | Koldo Aguirre        |
|    | Spagna (bandiera) | C     | José María Argoitia  |
|    | Spagna (bandiera) | A     | Nicolás Mentxaka     |
|    | Spagna (bandiera) | A     | José Luis Artetxe    |
|    | Spagna (bandiera) | A     | Ignacio Uribe        |
|    | Spagna (bandiera) | A     | Félix Markaida       |
|    | Spagna (bandiera) | A     | Armando Merodio      |
|    | Spagna (bandiera) | A     | Jesús María Quintela |
|    | Spagna (bandiera) | A     | Mauri                |
|    | Spagna (bandiera) | A     | Eneko Arieta         |

## Statistiche

### Statistiche dei giocatori
| Giocatore       | Primera División | Primera División | Coppa del Generalissimo | Coppa del Generalissimo | Totale   | Totale |
| Giocatore       | Presenze         | Reti             | Presenze                | Reti                    | Presenze | Reti   |
| --------------- | ---------------- | ---------------- | ----------------------- | ----------------------- | -------- | ------ |
| S. Aguirre (II) | 4                | 1                | 2                       | 0                       | 6        | 1      |
| J.M. Argoitia   | 0                | 0                | 0                       | 0                       | 0        | 0      |
| E. Arieta (I)   | 24               | 10               | 5                       | 5                       | 29       | 15     |
| J.L. Artetxe    | 16               | 4                | 6                       | 1                       | 22       | 5      |
| Carmelo         | 30               | -38              | 6                       | -7                      | 36       | -45    |
| Canito          | 20               | 0                | 6                       | 0                       | 26       | 0      |
| M. Etura        | 25               | 1                | 3                       | 0                       | 28       | 1      |
| J. Etxebarria   | 0                | -0               | 0                       | -0                      | 0        | -0     |
| M. Etxabe       | 10               | 1                | 1                       | 1                       | 11       | 2      |
| J.L. Etxeberria | 29               | 0                | 6                       | 0                       | 35       | 0      |
| P.M. Iturriaga  | 30               | 1                | 6                       | 0                       | 36       | 1      |
| Koldo Aguirre   | 29               | 11               | 5                       | 2                       | 34       | 13     |
| I. Latatu       | 1                | 0                | 0                       | 0                       | 1        | 0      |
| J.A. Latorre    | 16               | 3                | 4                       | 1                       | 20       | 4      |
| J.A. López      | 0                | -0               | 0                       | -0                      | 0        | -0     |
| F. Markaida     | 1                | 0                | 0                       | 0                       | 1        | 0      |
| Mauri           | 18               | 6                | 5                       | 1                       | 23       | 7      |
| N. Mentxaka     | 0                | 0                | 0                       | 0                       | 0        | 0      |
| A. Merodio      | 5                | 2                | 0                       | 0                       | 5        | 2      |
| J.M. Quintela   | 12               | 6                | 0                       | 0                       | 12       | 6      |
| J. Renteria     | 9                | 0                | 0                       | 0                       | 9        | 0      |
| J.M. Orué       | 24               | 0                | 6                       | 0                       | 30       | 0      |
| I. Uribe        | 25               | 6                | 5                       | 1                       | 30       | 7      |
| J.M. Zorriketa  | 3                | 0                | 0                       | 0                       | 3        | 0      |